# Jacob Wobeser
Jacob Wobeser (um 1495–nach 1543) war Kanzler in Pommern und Vertrauter von Herzog Barnim XI.

## Leben
Jacob Wobeser entstammte der angesehenen Familie Wobeser in Stolp in Pommern.
Seit 1518 begleitete er den jungen Barnim (XI.) als Erzieher bei dessen Studium in Wittenberg. Danach war er auch als Rat von Herzog Bogislaw X. tätig.
1523 wurde Jacob Wobeser Kanzler unter den jungen Herzögen Barnim XI. und Georg, sowie Hauptmann von Lauenburg. In den folgenden Jahren wirkte er bei  reformatorischen Unruhen in verschiedenen Städten Pommerns vermittelnd, gemeinsam mit Valentin Stojentin.
1530 war er nicht mehr Kanzler, wirkte aber weiter als herzoglicher Rat. 1535 war Wobeser an der Seite von Johannes Bugenhagen  bei  der Einführung der Reformation mit Kirchen- und Klostervisitationen in Pommern beteiligt. 1539 war er nochmals Kanzler. 1543 war er Landvogt von Stolp und Schlawe und erhielt von Barnim IX. das ehemalige Kloster Lauenburg geschenkt.
Jacob Wobeser heiratete Anna, eine Tochter des Kanzlers Georg Kleist. Ein Sohn war Paul Wobeser.